# Ödem
Das Ödem (von altgriechisch οἴδημα oídēma, deutsch ‚Schwellung‘) oder die „Wassersucht“ ist eine Schwellung von Körpergewebe aufgrund einer Einlagerung von Flüssigkeit aus dem Gefäßsystem.

## Geschichte
Ödeme werden seit dem Altertum beschrieben und behandelt. Im antiken Griechenland verstand man unter einem Ödem jede „Geschwulst“, also sowohl „die Wassergeschwulst als auch die feste Geschwulst“.
Im Jahr 1761 gelang es Jean-Nicolas Corvisart, die kardiale Wassersucht mittels der von Leopold Auenbrugger entwickelten Methode der Perkussion zu diagnostizieren. Eine ausführliche Beschreibung der Wassersucht veröffentlichte 1813 der englische Mediziner John Blackall (1771–1860), dem es allerdings nicht gelang, eine spezifische Therapie daraus abzuleiten.
„Ein klassisches Beispiel für die Folgen chronischer Unterernährung ist die Ödemkrankheit. In größerem Umfange wurde dieses Leiden in Europa im Kriege 1914 bis 1918 beobachtet, wenn man von den sicher verbürgten Nachrichten über die Häufigkeit der Wassersucht unter den napoleonischen Soldaten absieht. Die als Gefängniskachexie beschriebenen hydropischen Zustände sind mit dem Bild der Ödemkrankheit nahezu identisch. Ob die auf Segelschiffen früher beobachtete Wassersucht eine Ödemkrankheit darstellt oder, wie vermutet wird, mit der hydropischen Form der Beriberi identisch ist, bleibt eine offene Frage.“
Früher wurden wegen der ähnlichen Symptomatik die Ödemkrankheit, die Wassersucht, die Herzinsuffizienz und die Niereninsuffizienz häufig als identisch angesehen. Zahlreich waren die „Theorien der Ödementstehung“. Otto Dornblüth verstand 1893 unter einem Ödem jede „Ansammlung wässriger Flüssigkeit in den Spalträumen des Bindegewebes“.

## Entstehung

Lidödem

Ödeme sind meist Folge einer zugrundeliegenden Erkrankung, also im engeren Sinne ein Symptom, z. B. bei einer Herz- oder Niereninsuffizienz oder einer Leberzirrhose. Venöse Abflussstörungen können zu lokalisierten Ödemen führen, eine Beinvenenthrombose z. B. kann zu einer Schwellung des betroffenen Beins führen.
Wird die Flüssigkeit im Gewebe nicht ausreichend über die Lymphbahnen abgeführt, so nennt man dieses ein Lymphödem („Wasser in den Beinen“).
Weiterhin kann es zum Ödem kommen, wenn die Konzentration von Bluteiweißen (Albuminen) abnimmt (Hypalbuminämie). Das geschieht z. B. beim Hungerödem (zu geringe Eiweißzufuhr) und beim nephrotischen Syndrom, das durch hohe Eiweißverluste über die Nieren gekennzeichnet ist. Allerdings hat die neuere Forschung gezeigt, dass Personen, die wegen einer genetischen Abweichung keine Albumine ausbilden, eine normale Lebenserwartung ohne größere gesundheitliche Beeinträchtigungen haben.
Durch entzündliche oder allergische Prozesse kann es zu einer erhöhten Durchlässigkeit der Kapillaren kommen. Die hierbei ins Gewebe austretende Flüssigkeit ist eiweißreich und wird Exsudat genannt.
Auch Medikamente können zur Ödementstehung beitragen. In Studien konnte das für Kalziumantagonisten, vor allem Dihydropyridine der 1. Generation, für Protonenpumpenhemmer, für nichtsteroidale Antiphlogistika und für Diuretika (Circulus vitiosus durch hochpotente Stoffe wie Torasemid) nachgewiesen werden. Ödeme können auch hormonell verursacht sein, z. B. durch Östrogene.
Eine weitere Ursache ist eine langanhaltende Belastung durch ausschließliches Sitzen oder Stehen (orthostatisches Ödem), vor allem wenn dies mit reduzierter Bewegung (Inaktivitätsödem) verbunden ist und das Gewebewasser nicht mehr durch die Muskelpumpe abtransportiert werden kann. Dies ist vor allem in höherem Alter eine häufige Erscheinung: z. B. einseitig im gelähmten Bein nach Schlaganfällen, aber auch oft bei Rollstuhlfahrern mangels regelmäßiger Bewegung der Beine.
In seltenen Fällen kann eine Infektion mit dem Parvovirus B19 Ödeme hervorrufen.

## Molekularbiologie
Bei dem krankhaften Überschuss von Gewebsflüssigkeit (Zwischenzellflüssigkeit) der Ödeme ist regelmäßig eine erhöhte Durchlässigkeit (Permeabilität) der kleinsten Blutgefäße (Kapillaren) beteiligt. Diese Durchlässigkeit wird durch vielfältige biochemische Kettenreaktionen gesteuert und kann dementsprechend durch viele Ursachen gestört werden.
Beteiligt sind hier unter anderem die Transmembranproteine Occludin, Claudine, ZO, Cadherine und Catenine, die direkt durch intrazelluläre Signalketten gesteuert werden, insbesondere unter Mitwirkung des Enzyms Proteinkinase C.

## Diagnose

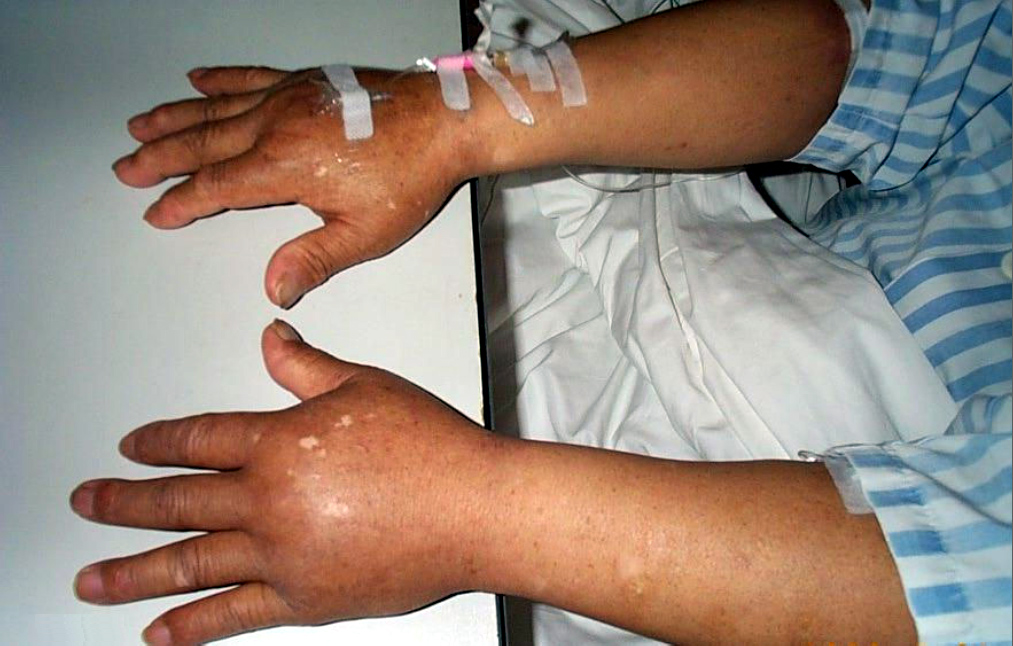
Ödem als Folge eines durch Interleukin-11 ausgelösten Vascular-Leak-Syndroms

### Anamnese (Krankenvorgeschichte)
Bei der Erhebung der Krankenvorgeschichte (Anamnese) wird nach Vorerkrankungen (z. B. Koronare Herzkrankheit, Bluthochdruck, Alkoholmissbrauch) und Medikamenten gefragt, die zu Herz-, Nieren- oder Leberkrankheiten führen können.
Die Lokalisation der Wassereinlagerungen gibt weitere Hinweise: Bei Luftnot liegt möglicherweise ein Lungenödem bei Versagen der linken Herzkammer vor. Wassereinlagerungen im Bauch (Aszites) weisen auf eine Lebererkrankung hin. Schwellungen der Beine können durch Versagen der rechten Herzkammer, chronisches Nierenversagen, Venenerkrankungen oder Lymphabflussstörungen verursacht sein.
Wichtig ist auch der zeitliche Verlauf: Bei Frauen kann es im Rahmen des Menstruationszyklus zu periodischen Wassereinlagerungen kommen. Diese sollten jedoch nicht mit Diuretika behandelt werden, da durch die Behandlung die Symptome eher verschlimmert würden.

### Körperliche Untersuchung

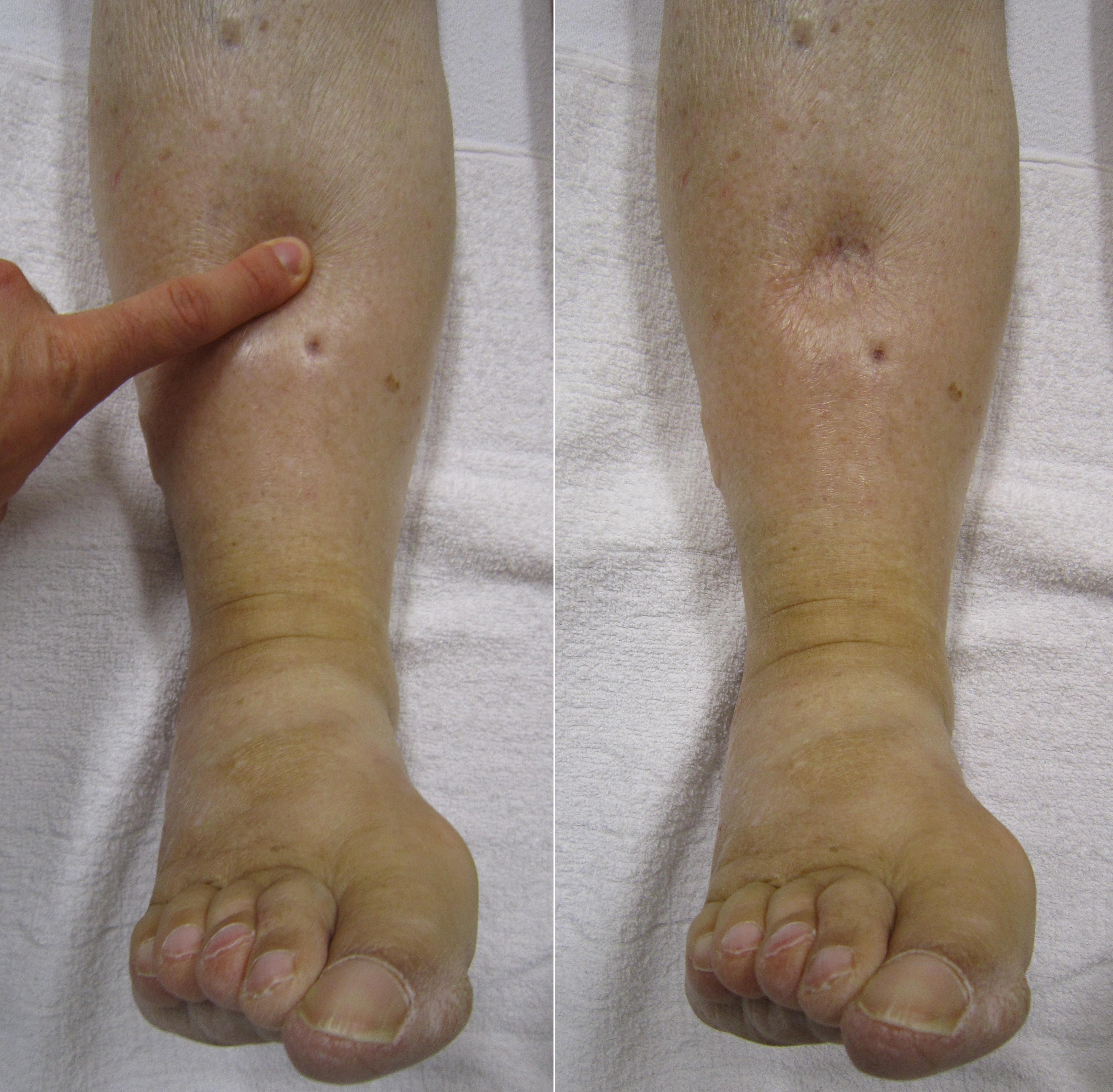
Massive Unterschenkelödeme

Beim Lungenödem sind beim Abhören mit dem Stethoskop (Auskultation) feuchte Rasselgeräusche zu hören. Zur sicheren Diagnose ist eine Lungen-Röntgen-Aufnahme erforderlich, da andere Lungenkrankheiten, wie z. B. eine Lungenembolie ähnliche Symptome verursachen können. Eine Schwellung des Leibes kann auf Wassereinlagerungen in der Leibeshöhle (Aszites) bei Leberzirrhose, nephrotischem Syndrom oder Rechtsherzversagen hinweisen. Beim Abklopfen ist ein gedämpfter Klopfschall zu hören, unter Umständen kann beim Beklopfen der Bauchwand eine Flüssigkeitswelle ausgelöst werden. Die Diagnose kann durch eine Ultraschalluntersuchung gesichert werden. Wassereinlagerungen in Bauchwand und Flanken (Anasarka) können bei schwerem Herzversagen oder fortgeschrittenem Nierenversagen auftreten. Eindrückbare Schwellungen der Beine, wie sie schon bei Alexander von Tralleis (525–605) als Ödemsymptom beschrieben wurden, weisen auf venöse Abflussstörungen, eine Herzinsuffizienz oder eine Nierenerkrankung hin, eine einseitige Schwellung des Beines spricht dabei für eine Venenerkrankung. Nicht eindrückbare Schwellungen der Beine findet man dagegen bei Lymphabflussstörungen und beim Myxödem infolge einer Unterfunktion der Schilddrüse. Schwellungen der Augenlider können auf Eiweißverluste über die Nieren hinweisen.

### Labordiagnostik
Eine Erhöhung des Kreatinins im Serum weist auf eine Niereninsuffizienz hin. Wenn die Eiweißausscheidung im Urin bei Erwachsenen mehr als 2,5 g pro Tag beträgt, dann liegt am ehesten ein nephrotisches Syndrom vor.

## Therapie
Behandelt wird in Abhängigkeit von der Ursache. Periphere Ödeme an den Armen und Beinen werden mit Kompressionstherapie behandelt. Kardiale und hepatische Ödeme werden mit Diuretika ausgeschwemmt. Meistens ist eine orale Gabe ausreichend, nur bei Resorptionsproblemen oder im Notfall (Lungenödem) wird eine intravenöse Gabe bevorzugt. Hierbei sollte die Gewichtsreduktion nicht mehr als 1–1,5 kg pro Tag betragen. Bei einer höheren Ödemausschwemmung steigt das Risiko für Hypovolämien und Thrombosen signifikant. Bei fehlender Ausscheidung (Anurie) bei einem Nierenversagen muss der Flüssigkeitshaushalt manchmal durch eine Dialyse kontrolliert werden. Lymphödeme werden unter anderem physiotherapeutisch mit Lymphdrainage oder mit einer Vakuumtherapie behandelt, Ödeme auf Grund von Eiweißmangel durch eine entsprechende Substitutionstherapie. Allergische Prozesse werden symptomatisch mit Antihistaminika und Cortison behandelt.

## Diuretika bei Niereninsuffizienz
Ödeme bei Nierenunterfuktion (Niereninsuffizienz) werden häufig mit Mitteln der Entwässerung (Diuretika) behandelt. Eine solche Behandlung ist jedoch umstritten, und es gibt weder in den Leitlinien der Fachgesellschaften noch in der wissenschaftlichen Literatur eindeutige Empfehlungen hierzu. Das liegt daran, dass alle Diuretika in die Physiologie der Niere eingreifen und ihre bereits verminderten Funktionen zusätzlich stören und weiter herabsetzen.

## Spezielle Ödemformen
- Angioödem (früher: Quincke-Ödem)
- Blutstauungsödem
- Dorsonuchales Ödem
- Hereditäres Angioödem (HAE)
- Hirnödem
- Höhenhirnödem (HACE), Höhenlungenödem (HAPE)
- Hungerödem (Eiweißmangelödem)
- Hydrops fetalis
- Hygroma colli
- Imbibition
- Larynxödem
- Lidödem
- Lungenödem
- Lymphödem
- Makulaödem
- Myxödem
- Nackentransparenz
- Nasopharynxödem
- Penisödem
- Perifokalödem
- Präödem
- Quincke-Ödem
- Reinke-Ödem
- Schwangerschaftsödem
- Knochenödem, Knochenmarködem